# Palácio dos xás de Xirvão
Palácio dos xás de Xirvão (ou em azeri:  Şirvanşahlar sarayı) é o maior monumento do ramo de Xirvão-Absheron da arquitectura do Azerbaijão, situado na cidade antiga de Bacu. O complexo contém o edifício principal do palácio, Divanhane, o cemitério burial vault, a mesquita de shah com um minarete, o mausoléu de Saíde Iáia Bacuvi, um portal na parte oriental da porta de Murade, um reservatório e os restos da casa dos banhos.
O palácio está representado no lado anverso da nota de 10,000 manat de 1994-2006 e na nota de 10 novos manat em circulação desde 2006.

## Historia
No século XV, Ibraim I de Xirvão transferiu a capital do país de Shemakha para Bacu, e empreendeu a construção do palácio. Crê-se que o edifício é um complexo memorial construído arredor de um lugar sagrado de veneração (pir) e uma tumba de Saíde Iáia Bacuvi que era um santo sufista helwati.
Os xás de Xirvão eram patrões da ordem sufi halwati e o xá Calilula I foi enterrado com sua família nos terrenos do palácio. Outros historiadores argumentam que o edifício foi usado como o palácio do governador, no entanto ambas as teorias padecem ausência de evidência. Sabe-se que os poços dentro do terreno do palácio eram considerados como com qualidades curativas até pouco tempo, o mesmo que a colina onde foi construído o palácio.
Depois da conquista safávida de Bacu em 1501, a ordem sufí foi expulso e ao longo dos séculos o palácio começou a cair em ruína, e foi conhecido em Bacu como o palácio dos cãs de Bacu; este topônimo passou para a historiografia russa, citada por vez primeira por Bartold.

## Arquitetura
O edifício principal do complexo foi começado em 1411 pelo xá Xeique Ibraim I. O edifício de dois andares do palácio alcança o meio centenar de construções de distintas dimensões e contornos, relacionadas entre si mediante três estreitas e sinuosas escadas.

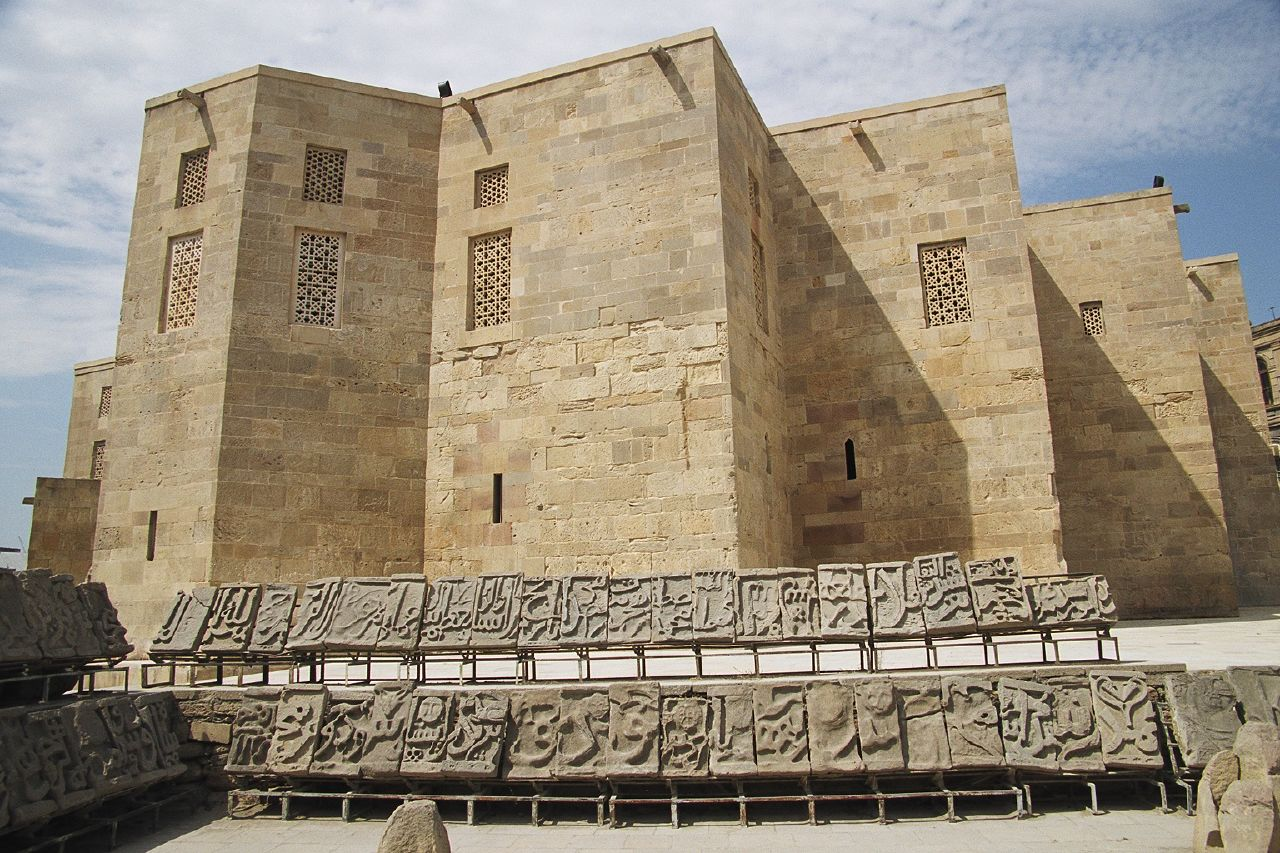
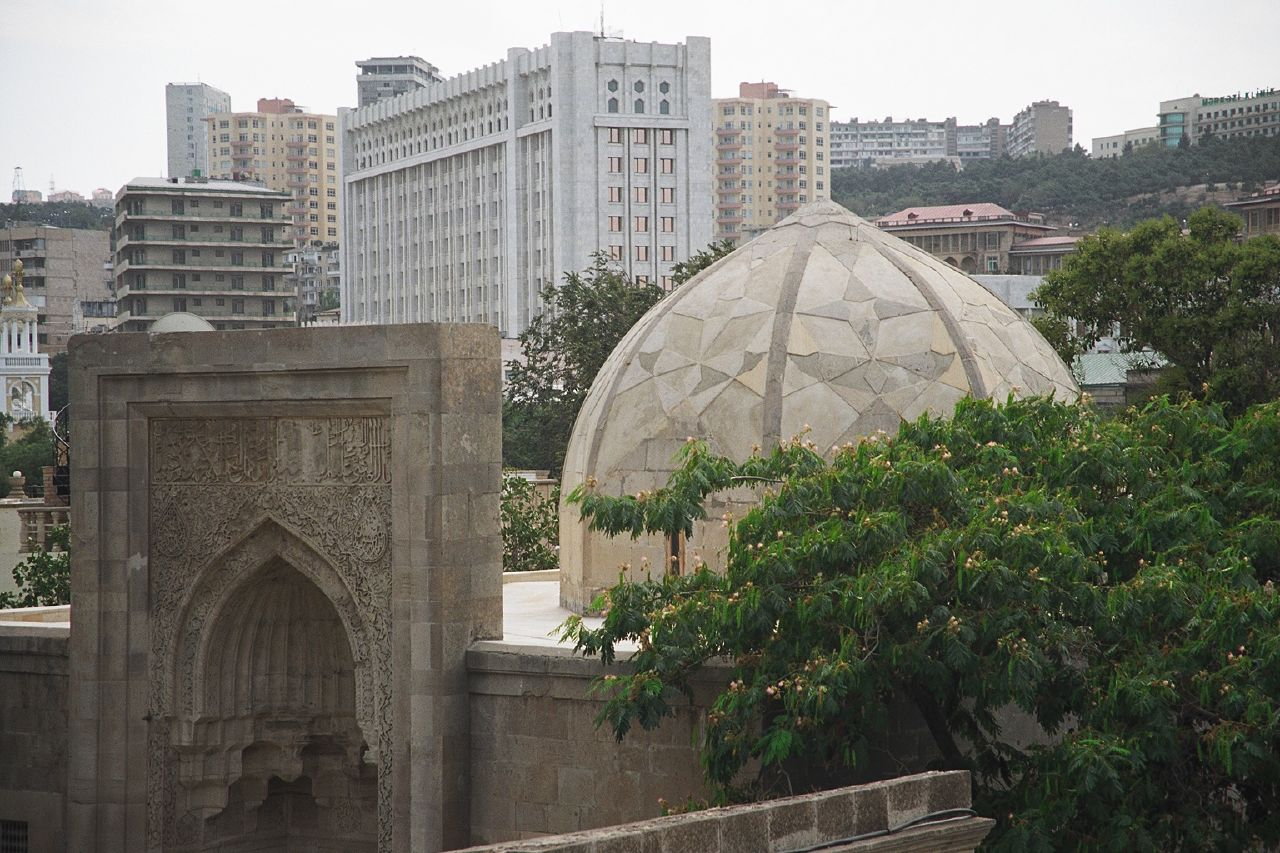
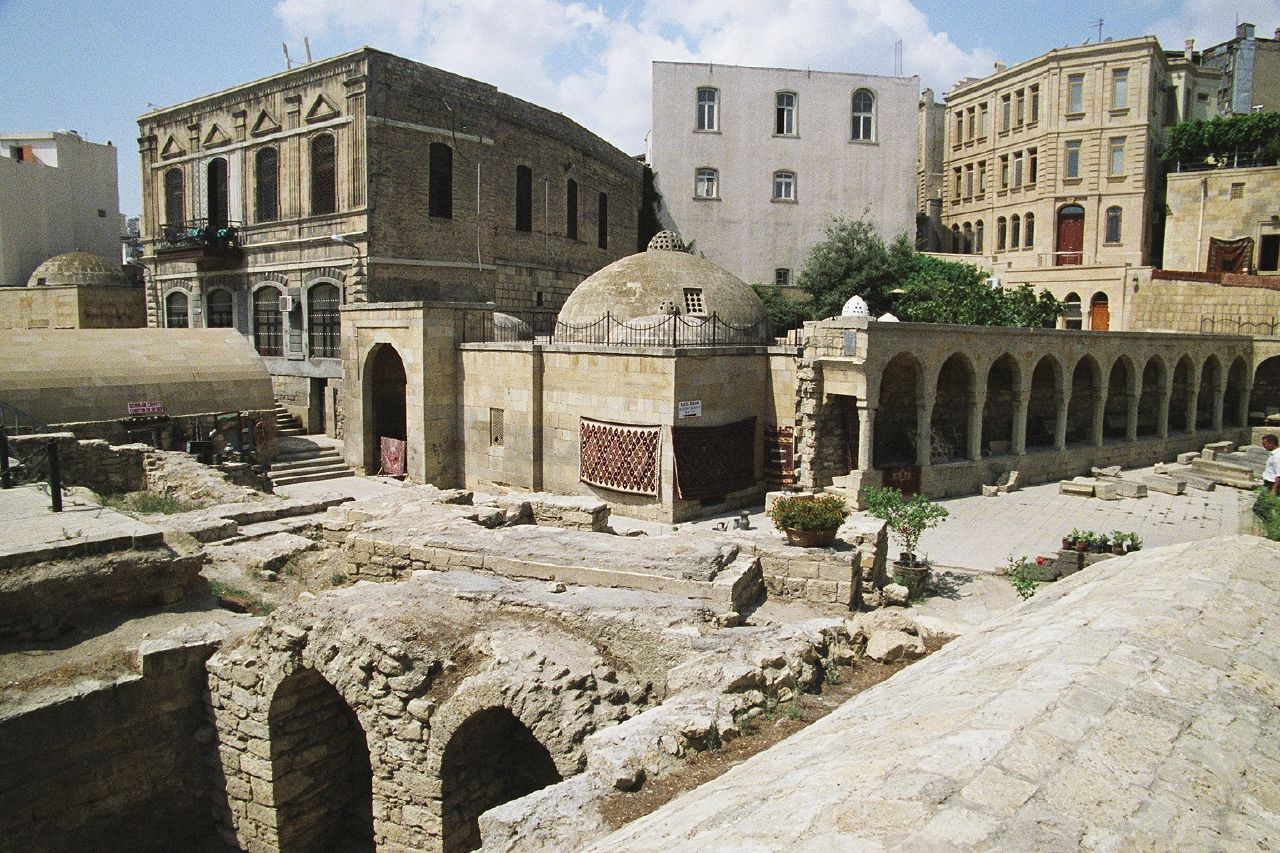
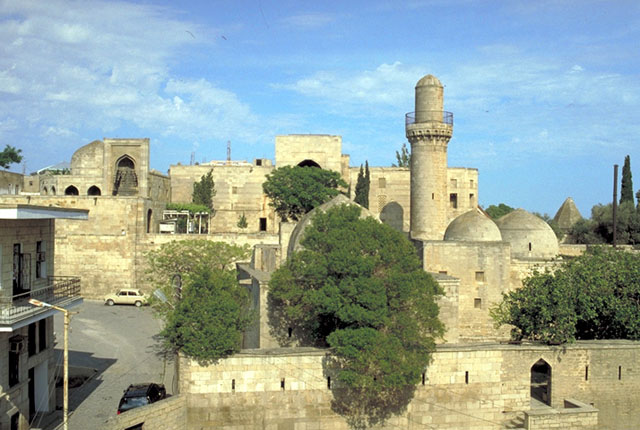
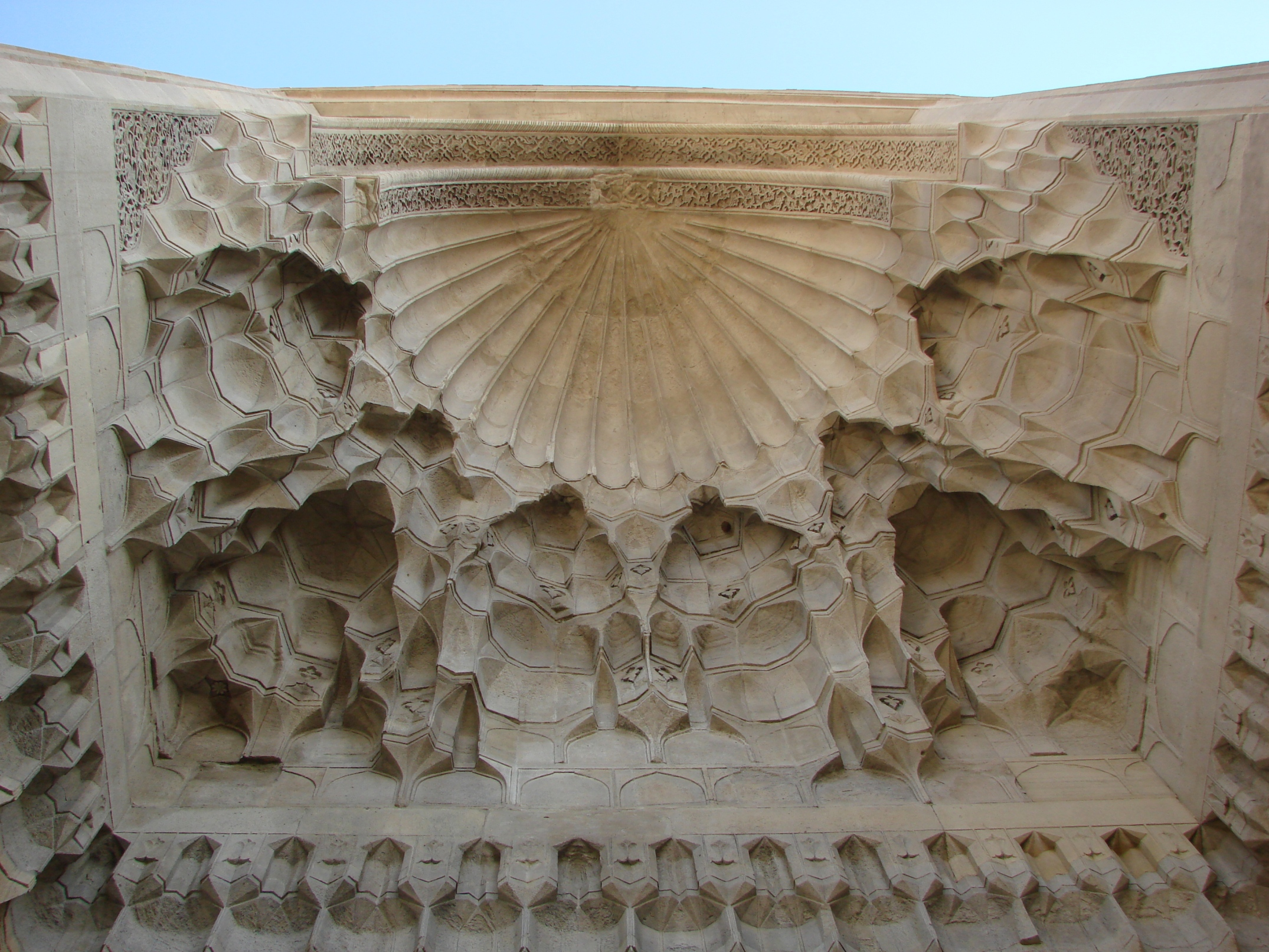
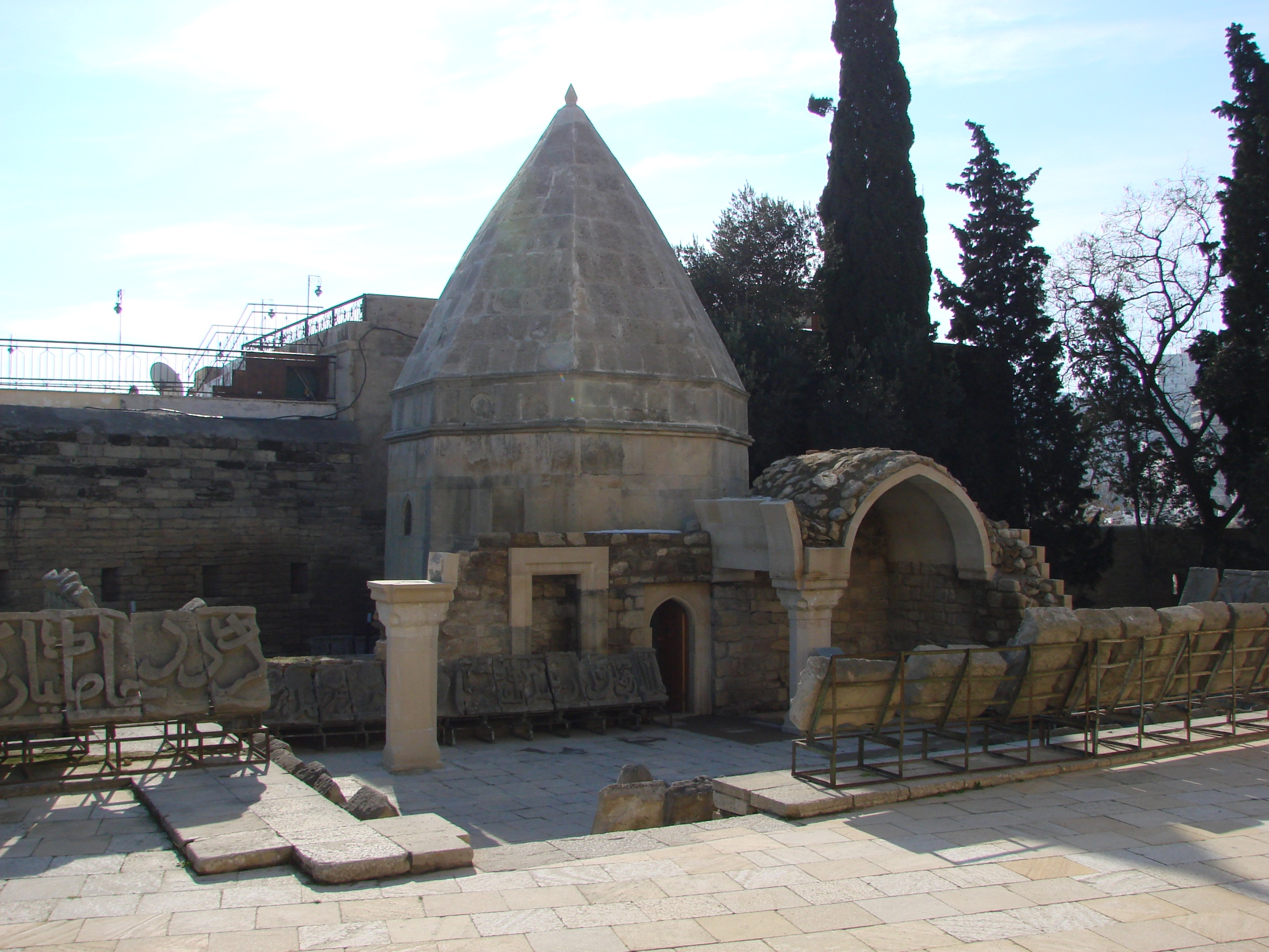
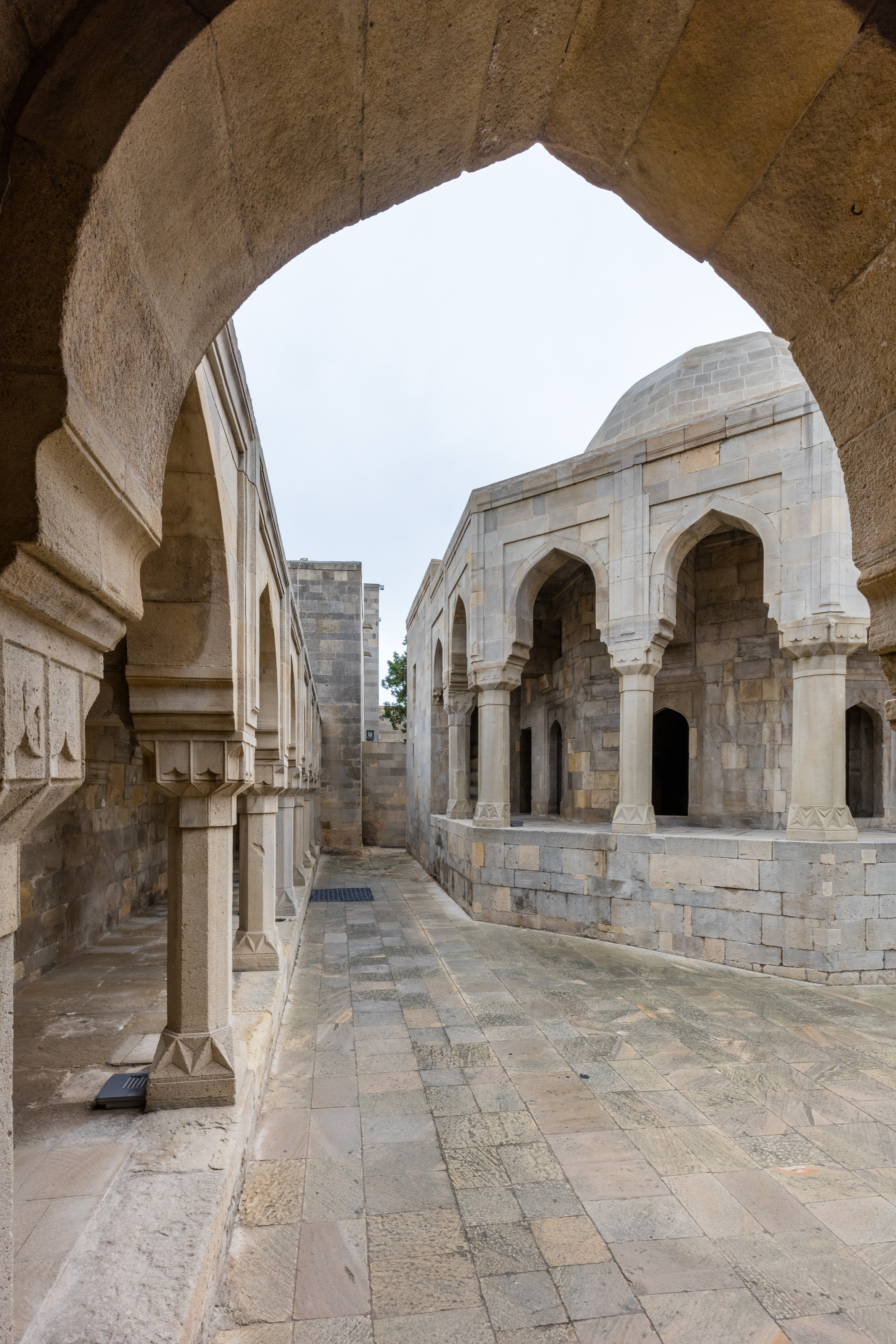
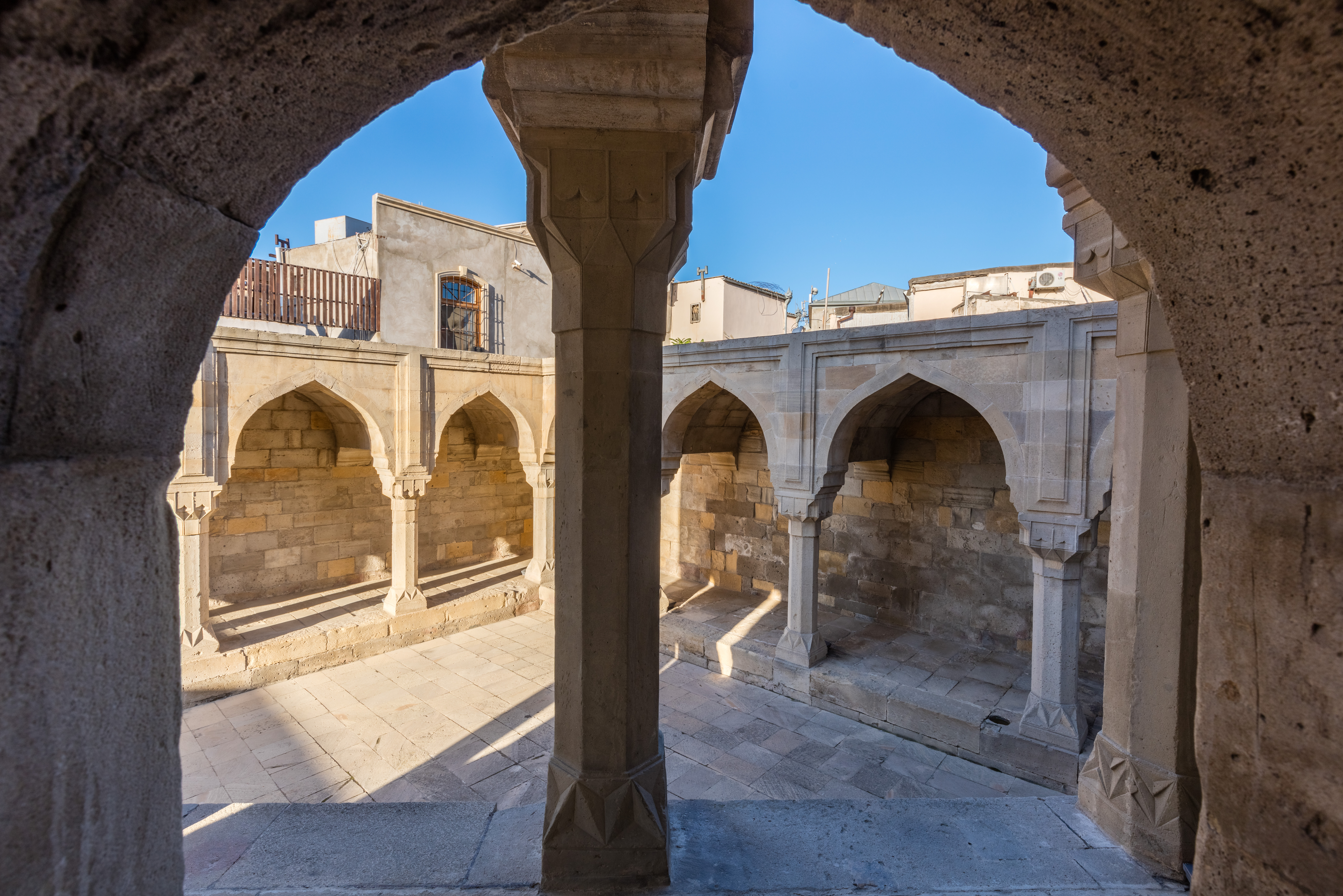